# Isodon
Isodon es un género con 150 especies de plantas con flores perteneciente a la familia Lamiaceae. Es originario de las regiones tropicales y subtropicales del Viejo Mundo.

## Especies seleccionadas
1. Isodon adenanthus - Guizhou, Sichuan, Yunnan
2. Isodon adenolomus - Sichuan, Yunnan
3. Isodon albopilosus - Sichuan
4. Isodon amethystoides - Sur de China, Taiwán
5. Isodon angustifolius - Yunnan
6. Isodon × arakii - Japón
7. Isodon assamicus - Assam
8. Isodon atroruber - Bután
9. Isodon barbeyanus - Sichuan
10. Isodon brevicalcaratus - Cantón
11. Isodon brevifolius - Yunnan
12. Isodon bulleyanus - Yunnan
13. Isodon calcicola - Yunnan
14. Isodon capillipes - Sri Lanka
15. Isodon coetsa - China, Tíbet, India, Indochina, Indonesia, Filipinas
16. Isodon colaniae - Laos
17. Isodon dawoensis - Sichuan
18. Isodon dhankutanus - Nepal
19. Isodon effusus - Japón
20. Isodon enanderianus - Sichuan, Yunnan
21. Isodon eriocalyx - Birmania, Tailandia, Suroeste de China
22. Isodon excisoides - Hubei, Sichuan, Yunnan
23. Isodon excisus - Primorye, Corea, Japón, Noreste de China
24. Isodon flabelliformis - Sichuan, Yunnan
25. Isodon flavidus - Guizhou, Yunnan
26. Isodon flexicaulis - Sichuan, Yunnan
27. Isodon forrestii - Sichuan, Yunnan
28. Isodon gesneroides - Sichuan
29. Isodon gibbosus - Guizhou, Sichuan
30. Isodon glutinosus - Sichuan, Yunnan
31. Isodon grandifolius - Sichuan, Yunnan
32. Isodon grosseserratus - Sichuan
33. Isodon henryi - S. China
34. Isodon hirtellus - Sichuan, Yunnan
35. Isodon hispidus - Bután, Assam, Bangladés, Myanmar, Tailandia, Yunnan, Laos
36. Isodon × inamii - Japón
37. Isodon inflexus - China, Corea, Japón
38. Isodon interruptus - Yunnan
39. Isodon irroratus - Yunnan, Tíbet
40. Isodon japonicus - China, Corea, Japón, Primorye, Amur
41. Isodon kurzii - Sikkim
42. Isodon latifolius - Sichuan
43. Isodon leucophyllus - Sichuan, Yunnan
44. Isodon liangshanicus - Sichuan
45. Isodon lihsienensis - Sichuan
46. Isodon longitubus - Anhui, Zhejiang, Japan
47. Isodon lophanthoides - China, India, Indochina
48. Isodon loxothyrsus - Sichuan, Tíbet, Yunnan
49. Isodon lungshengensis - Guangxi
50. Isodon macrocalyx - Sur de China, Taiwán
51. Isodon macrophyllus - Anhui, Jiangsu
52. Isodon medilungensis - Sichuan
53. Isodon meeboldii - Birmania, Tailandia
54. Isodon megathyrsus - Sichuan, Yunnan
55. Isodon melissoides - Arunachal Pradesh, Yunnan, Bután, Assam, Bangladés
56. Isodon mucronatus - Sichuan
57. Isodon muliensis - Sichuan
58. Isodon myriocladus - Guangxi, Guangdidong, Sichuan
59. Isodon namikawanus - Nepal
60. Isodon nervosus - Sureste y suroeste de China
61. Isodon nigrescens - Sur de la India, Sri Lanka
62. Isodon nilgherricus - Sur de la India
63. Isodon × ohwii - Japón
64. Isodon oreophilus - Yunnan
65. Isodon oresbius - Sichuan, Yunnan
66. Isodon pantadenius - Yunnan
67. Isodon parvifolius - Gansu, Shaanxi, Sichuan, Tíbet
68. Isodon pharicus - Sichuan, Tíbet, Nepal, Bután
69. Isodon phulchokiensis - Nepal
70. Isodon phyllopodus - Guizhou, Sichuan, Tíbet, Yunnan
71. Isodon phyllostachys - Sichuan, Yunnan
72. Isodon pleiophyllus - Yunnan
73. Isodon racemosus - Hubei, Sichuan, Tailandia
74. Isodon ramosissimus - África tropical
75. Isodon repens - Himalayas
76. Isodon rivularis - Sur de la India
77. Isodon rosthornii - Guizhou, Sichuan, Yunnan
78. Isodon rubescens - Sur y centro de China
79. Isodon rugosiformis - Yunnan
80. Isodon rugosus - Omán, Afganistán, Pakistán, India, Tíbet, Nepal, Bután, Bangladés
81. Isodon schimperi - África del este de Etiopía a Uganda
82. Isodon scoparius - Yunnan
83. Isodon scrophularioides - Himalayas
84. Isodon sculponiatus - Himalayas, Sur de China, Vietnam
85. Isodon secundiflorus - Sichuan
86. Isodon serra - China, Corea, Primorye
87. Isodon setschwanensis - Sichuan, Yunnan
88. Isodon shikokianus - Japón
89. Isodon silvaticus - Tíbet
90. Isodon smithianus - Sichuan, Tíbet
91. Isodon × suzukii - Japón
92. Isodon tenuifolius - Sichuan, Yunnan
93. Isodon ternifolius - Arabia Saudita, Himalayas, Sur de China
94. Isodon teysmannii - Tailandia, Indonesia
95. Isodon × togashii - Japón
96. Isodon trichocarpus - Japón
97. Isodon umbrosus - Japón
98. Isodon walkeri - India, Indochina, Sur de China
99. Isodon wardii - Tíbet
100. Isodon websteri - Liaoning
101. Isodon weisiensis - Yunnan
102. Isodon wightii - Sur de la India
103. Isodon wikstroemioides - Sichuan, Tíbet, Yunnan
104. Isodon xerophilus - Yunnan
105. Isodon yuennanensis - Sichuan, Tíbet